# Estigmene lativitta
Estigmene lativitta là một loài bướm đêm thuộc phân họ Arctiinae, họ Erebidae.